# Caso del 3 %
El caso del 3 %, llamado también caso Adigsa y caso Convergència  es un escándalo de corrupción política que apunta al cobro de comisiones ilegales en un porcentaje de alrededor del 3% del presupuesto de las obras públicas adjudicadas por el Gobierno de la Generalidad de Cataluña de Convergencia y Unión, que fue mencionado por primera vez por el entonces presidente de la Generalidad Pasqual Maragall en 2005 y que finalmente fue archivado. Posteriormente el caso fue reabierto y desde 2015 se encuentra en fase de investigación en los juzgados.

## Denuncia pública en 2005
“Vostès tenen un problema, i aquest problema es diu tres per cent“ (Ustedes tienen un problema, y ese problema se llama tres por ciento). Pasqual Maragall a Artur Mas, en el Parlament, 24 de febrero de 2005.

Este caso se hizo público el 24 de febrero de 2005 en un pleno del parlamento de Cataluña, a consecuencia del derrumbamiento causado por las obras del metro en el barrio del Carmel de Barcelona. El entonces presidente desde hacía dos años Pasqual Maragall se defendió de las acusaciones de Convergència i Unió y afirmó que este partido tenía «un problema denominado 3 %»,[1] en alusión al rumor basado en un editorial de El Periódico que decía que la formación de Artur Mas había cobrado comisiones por la adjudicación de obras cuando dirigía la Generalitat. Mas amenazó con retirar el apoyo al gobierno del tripartito en la reforma del Estatuto, cosa que habría impedido llevarla adelante, e interpuso una querella contra el presidente por calumnias. Por este motivo, Maragall tuvo que retirar su acusación y Mas, por su parte, retiró la querella.
El 16 de diciembre de 2005,[2] a raíz de las declaraciones el fiscal jefe de Cataluña, José María Mena Álvarez, abrió una investigación y diligencias sobre Adigsa —la empresa pública de la Generalidad de Cataluña que rehabilita viviendas sociales.
En épocas recientes, Josep Lluís Carod-Rovira líder de Izquierda Republicana de Cataluña había previamente mencionado el tema.[3]

## Comisión parlamentaria en 2005
Se constituyó una comisión parlamentaria para estudiar las acusaciones de Maragall, que el 25 de mayo del 2005 entregó sus conclusiones. De acuerdo con estas, no se pudo acreditar el presunto cobro de comisiones a cambio de adjudicaciones de obras públicas, pero se instaba la implementación de mecanismos que favorecieran la claridad en las cuentas de los partidos políticos, como la eliminación de las donaciones anónimas.

## Relación con el “caso Pujol”
El 25 de julio de 2014, el que hubiera sido presidente durante 20 años, Jordi Pujol, reconoció en un comunicado enviado a varios medios haber ocultado a la Hacienda Pública durante 34 años «un dinero ubicado en el extranjero», según sus afirmaciones procedente de su padre Florenci Pujol. En ese comunicado Pujol lamentaba no haber encontrado nunca el «momento adecuado» para la regularización de esas cantidades y pedía perdón a la opinión pública. Según varios medios, se trataría de en torno a cuatro millones de euros, ubicados en Andorra, que se habrían beneficiado de la amnistía fiscal (o regularización extraordinaria) promovida por el Gobierno de España en 2012. La confesión de Jordi Pujol generó gran controversia política habida cuenta del enorme ascendiente que Jordi Pujol había tenido durante 30 años en la sociedad catalana.
En junio de 2021, se confirmó que el juez no había encontrado indicios de corrupción política, ni ninguna relación con el caso ADIGSA (el conocido como caso 3%), y se llevó a juicio a la Jordi Pujol y sus 7 hijos por delitos meramente privados.

## 2015
- (11/11/2015) CDC paga     250.000 euros en un cheque para que su tesorero salga de la cárcel: La     Audiencia de Tarragona deja en libertad a Andreu Viloca al no ver riesgo de     destrucción de pruebas sobre posibles comisiones ilegales.

- (10/11/2015) La Fiscalía     Anticorrupción pide mantener la prisión para Viloca: Consideran que la     libertad del tesorero de CDC podría poner en riesgo la instrucción del     caso por el presunto pago de comisiones ilegales.

- (5/11/2015) El juez de El     Vendrell analiza la documentación del último maletín atribuido a Rosell:     La defensa del director de Infraestructuras insiste en que la     documentación es intrascendente y que solicitará levantar el secreto de     sumario.

- (29/10/2015) La Generalitat     aparta temporalmente a Rosell de sus funciones en Infraestructuras: El     juez del Vendrell continúa con el análisis de la documentación de los     maletines del director general imputado por el 'caso 3%'.

- 21/10/2015 Agentes del Instituto Armado     registran la sede de Convergència,     después de haber detenido a primeras horas de la mañana a su tesorero, Andreu Viloca. [4]

## 2016
- 25/2/2016: El Govern     destituye ahora al cargo de Infraestructuras imputado en el 'caso 3%': Josep Antoni Rosell     fue recolocado en diciembre por el Ejecutivo en funciones de Mas.

- (22/2/2016) La fiscalía     reclama cuatro años y medio al exalcalde de Torredembarra (Tarragona) por malversación:     El juez acuerda la apertura del juicio oral para el edil y 13 personas     más.

- (15/2/2016) Los que tiraron     de la manta: Nos, Gürtel, Pujol, Palau, ERE... Los perfiles de quienes     destaparon los casos de corrupción más sonados van desde los que quieren     reducir su condena hasta quienes actuaron por honradez.

- (12/2/2016) El juez afirma     que Jordi Pujol     Ferrusola gestiona "todo el patrimonio de la     familia": El magistrado retira el pasaporte al primogénito del     'expresidente'.

- (11/2/2016) La oposición     pide explicaciones a Junqueras por la reubicación de un imputado por     corrupción: Economía argumenta que la decisión la tomó el Govern en     funciones de CDC y que, al ser funcionario, echarle sería un despido     improcedente.

- (10/2/2016) El Govern en funciones reubicó a un imputado por el 3%: Infraestructures.cat (exGISA)     recolocó a Joan Antoni Rosell.

- (19/1/2016) Òmnium asegura  que las donaciones que recibió eran legales: CDC señala que las     aportaciones a sus fundaciones eran "legales, auditadas, públicas y transparentes".

- (18/1/2016) Dos  constructoras hicieron donaciones a la fundación de CDC hasta el 2015: Los     importes fueron pagados por Copisa y el Grupo Soler meses antes del     registro en la sede del partido.

## 2017
En julio de 2017 el juez Carlos Ramos Núñez y el fiscal anticorrupción José Grinda autorizaron que agentes del instituto armado y el fiscal acudieran al Parlamento de Cataluña, a la Consejería de Justicia, al Palacio de la Generalidad de Cataluña y el Centro de Telecomunicaciones y Tecnologías de la Información (CTTI) en busca de pruebas contra del diputado Germà Gordó[5] investigado por el Tribunal Superior de Justicia de Cataluña (TSJC) por tráfico de influencias, soborno y malversación de fondos públicos.[6]

## 2018
En julio de 2018 José de la Mata, juez de la Audiencia Nacional que investiga el Caso 3% imputó al partido Convergencia Democrática de Cataluña y al que considera su sucesor, el Partido Demócrata Europeo Catalán, por delitos de tráfico de influencias, cohecho y blanqueo de capitales.